# Gérard Desanghere
Gérard Desanghere (ur. 16 listopada 1947 w Diksmuide – zm. 17 kwietnia 2018 w Jette) – belgijski piłkarz grający na pozycji środkowego obrońcy. Był reprezentantem Belgii.

## Kariera klubowa
Swoją karierę piłkarską Desanghere rozpoczął w klubie RSC Anderlecht. W sezonie 1969/1970 zadebiutował w jego barwach w pierwszej lidze belgijskiej. Grał w nim do końca sezonu 1970/1971. W 1970 roku dotarł z Anderlechtem do finału Pucharu Miast Targowych. Wystąpił w obu finałowych meczach z Arsenalem (3:1, 0:3).
W 1971 roku Desanghere przeszedł do Racingu White, który w 1973 roku zmienił nazwę na RWD Molenbeek. Występował w nim do końca sezonu 1978/1979 i w tym okresie wywalczył mistrzostwo Belgii w sezonie 1974/1975.
W 1979 roku Desanghere odszedł do drugoligowego Eendrachtu Aalst, w którym grał do 1983 roku. W sezonie 1983/1984 występował w czwartoligowym Verbroedering Denderhoutem, w którym zakończył karierę.
| Sezon   | Klub                       | Kraj   | Rozgrywki     | Mecze | Gole |
| ------- | -------------------------- | ------ | ------------- | ----- | ---- |
| 1968/69 | RSC Anderlecht             | Belgia | Eerste klasse | 0     | 0    |
| 1969/70 | RSC Anderlecht             | Belgia | Eerste klasse | 9     | 0    |
| 1970/71 | RSC Anderlecht             | Belgia | Eerste klasse | 14    | 0    |
| 1971/72 | Racing White               | Belgia | Eerste klasse | ?     | ?    |
| 1972/73 | Racing White               | Belgia | Eerste klasse | ?     | ?    |
| 1973/74 | RWD Molenbeek              | Belgia | Eerste klasse | 29    | 0    |
| 1974/75 | RWD Molenbeek              | Belgia | Eerste klasse | 34    | 0    |
| 1975/76 | RWD Molenbeek              | Belgia | Eerste klasse | 31    | 0    |
| 1976/77 | RWD Molenbeek              | Belgia | Eerste klasse | 17    | 0    |
| 1977/78 | RWD Molenbeek              | Belgia | Eerste klasse | 23    | 0    |
| 1978/79 | RWD Molenbeek              | Belgia | Eerste klasse | 9     | 0    |
| 1979/80 | Eendracht Aalst            | Belgia | Tweede klasse | ?     | ?    |
| 1980/81 | Eendracht Aalst            | Belgia | Tweede klasse | 29    | 0    |
| 1981/82 | Eendracht Aalst            | Belgia | Tweede klasse | 28    | 0    |
| 1982/83 | Eendracht Aalst            | Belgia | Tweede klasse | ?     | ?    |
| 1983/84 | Verbroedering Denderhoutem | Belgia | IV liga       | ?     | ?    |

## Kariera reprezentacyjna
W reprezentacji Belgii Desanghere zadebiutował 18 listopada 1973 w zremisowanym 0:0 meczu eliminacji do MŚ 1974 z Holandią, rozegranym w Amsterdamie. Był to jego jedyny mecz w kadrze narodowej.